# Teccio del Tersè
Il Teccio del Tersè (Tecciu du Tersè in ligure) è un antico essiccatoio di castagne, cioè una modesta costruzione contadina, non più ampia di 16 m², composta di muri a secco in pietra, utilizzata per anni da boscaioli e carbonai come ricovero e, appunto, come edificio per l'essiccazione delle castagne. Il Teccio del Tersè è situato all'interno di un fitto bosco di castagni, lungo il sentiero campestre che fiancheggia il torrente Trexenda, nel territorio di Montagna, frazione collinare del comune italiano di Quiliano, in provincia di Savona.

## Storia

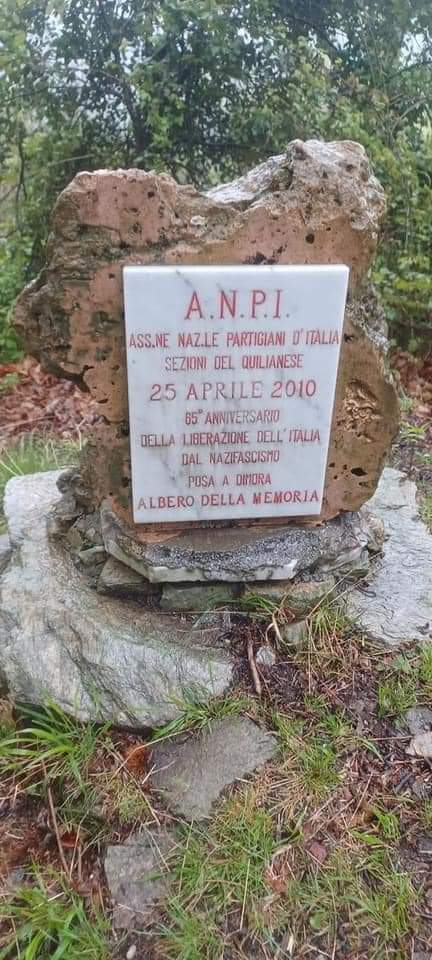
Cippo al Teccio del Tersè

Il Teccio del Tersè è diventato la prima base partigiana della Resistenza, nel Savonese, subito dopo l'8 settembre del 1943; l’edificio fu, infatti, riadattato e trasformato da essiccatoio in rifugio nel novembre 1943 da Gino De Marco, il partigiano "Ernesto", uno tra i primi a salire in montagna dopo l'armistizio.
Proprio qui si formò un nucleo di partigiani volontari combattenti che diedero vita al distaccamento Partigiano "Calcagno", inquadrato nelle formazioni denominate Brigate Garibaldi. Ne facevano parte Antonio "Rodi" Carai, 53 anni, Francesco "Checco" Calcagno di 26 e Bruno "Leone" Pianezzola di 32, a cui si aggiunsero Vincenzo "Pippo" Pes, 23 anni, Giorgio "Fernando" Preteni, 19 anni, Aldo Cailani, 31 anni, e il diciottenne Sergio "Gin" Leti, figlio dell'eroina antifascista Clelia Corradini. Dopo l'8 settembre, il Teccio del Tersè diventò un rifugio per la sua posizione nascosta, poco distante dalla zona delle Tagliate e del Monte Alto, ma nello stesso tempo vicino al paese. Qui i partigiani vi trascorsero mesi tra freddo, mancanza di cibo e timore di essere scoperti. Poi, purtroppo, domenica 19 dicembre '43: vennero accerchiati dai militari tedeschi e fascisti e uno dei partigiani, Francesco Calcagno fu catturato, gli altri rimasero nascosti attendendo la notte per fuggire. Il 23 dicembre Calcagno fu portato a Savona e fucilato il 27 dicembre dello stesso anno al Forte della Madonna degli Angeli, per rappresaglia ad un attentato contro i nazisti. Da quel momento, il primo vero distaccamento partigiano quilianese portò il suo nome.
Dopo quel tragico rastrellamento, l’antico seccatoio cessò la sua funzione di rifugio permanente, venendo utilizzato soltanto come luogo di incontro e di transito per i partigiani, ma alla fine della guerra divenne il simbolo della storia della Resistenza Savonese, "il luogo dove tutto ebbe inizio".
Perciò, nel 1990 venne completamente ristrutturato grazie all’intervento del Comune di Quiliano e all’opera dei soci ANPI delle sedi di Valleggia, Quiliano e Vado Ligure e inaugurato, alla presenza dei reduci Leti, Preteni e Pianezzola, come rifugio escursionistico, aperto sia agli amanti della natura che a quelli della Libertà, per ricordare le gesta di pochi uomini che hanno sofferto e lottato per riportare nel nostro Paese la democrazia. Il Teccio del Tersè resiste ancora oggi a testimoniare il loro sacrificio.
Oggi la costruzione in pietra riporta sulla facciata anteriore una lapide con data "ottobre 1943 - 25 aprile 1977" a ricordare come da quella data non si sia più persa memoria delle gesta dei partigiani.

## Poesia

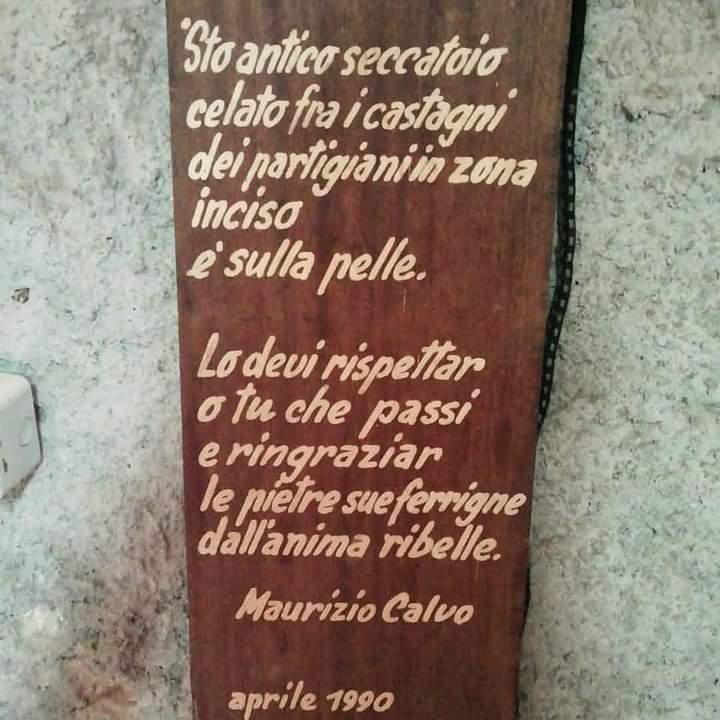
La poesia

Al Teccio è stata anche dedicata una poesia che oggi è ben visibile su una targa commemorativa affissa ad una parete dell'edificio:
celato fra i castagni
dei partigiani in zona
inciso
è sulla pelle.
Lo devi rispettar
o tu che passi
e ringraziar
le pietre sue ferrigne
dall'anima ribelle»
(Maurizio Calvo, aprile 1990)